# Portugees oorlogsschip
Het Portugees oorlogsschip (Physalia physalis) is een staatkwal die voorkomt in de warmere zeeën. Het is geen echte kwal, maar een complexe kolonie van honderden poliepen.

## Eigenschappen
Het Portugees oorlogsschip bestaat uit vier typen poliepen. Iedere poliep heeft zijn eigen taak.
- pneumatofoor: Naast het lichaam, dat gemiddeld 9 tot 35 cm groot is, heeft het een gasblaas die als zeil dienstdoet.[2] Dit zeil, dat in feite een poliep is, kan met lucht gevuld worden als het dier aan de oppervlakte moet blijven, en kan bij gevaar leeglopen waardoor het dier onderduikt. Ook kan dit zeil in een bepaalde hoek gedraaid worden, waardoor het organisme invloed kan uitoefenen op de richting waarin het zich beweegt. Zelfs schuin tegen de wind in voortbewegen (laveren) is mogelijk.
- dactylozoïden: het Portugees oorlogsschip kan 15 tot 50 meter lange tentakels ontwikkelen die de prooi, vooral kleine vissen, vangen en verlammen.
- gastrozoïden: de spijsverteringspoliepen. De tentakels vangen de prooi en spuiten hem in met gif zodat hij verlamd of verdoofd raakt, waarna hij naar de gastrozoïden getransporteerd wordt.
- gonozoïden: de voortplantingspoliepen.

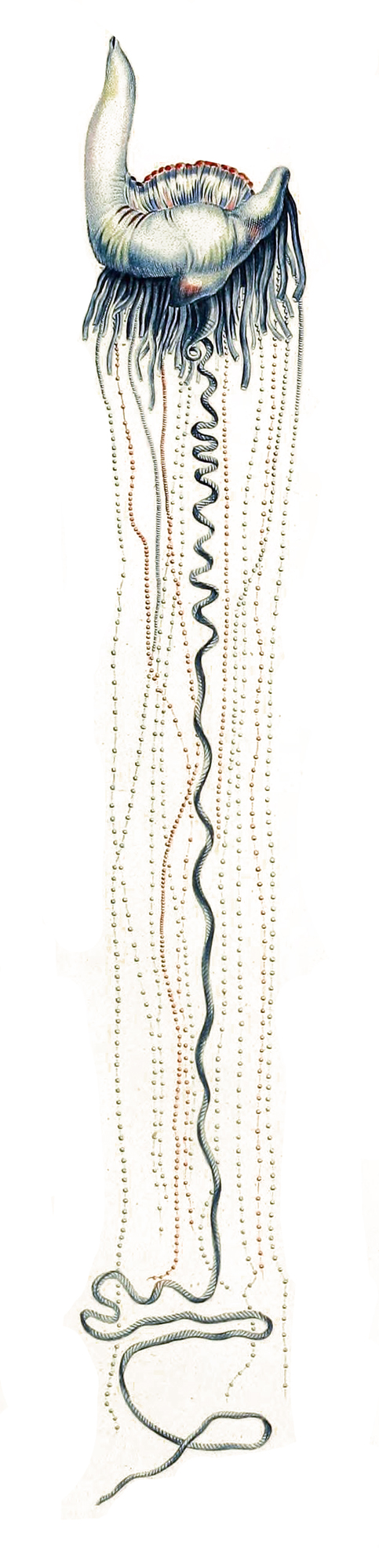
Illustratie van de structuur van Physalia physalis, 1807

## Voortplanting
Elk Portugees oorlogsschip kent twee stadia: dat van een drijvende groep poliepen en dat van een kleine, rondzwemmende meduse, die op een kwal lijkt. Dit is het geslachtsrijpe stadium, waarin het dier zowel eitjes als sperma maakt. Het ontwikkelt zich als een kleine bult op een van de voortplantingspoliepen die aan de blaas hangen, tot het losbreekt om een drijvende larve te worden. Die begint als één poliep, maakt er meer en wordt zo een volledige kolonie.

## Vijanden
De natuurlijke vijanden van het Portugees oorlogsschip zijn de lederschildpad en de verschillende soorten zeeslakken, die immuun zijn voor het gif en de dieren op hun menu hebben staan. 

## Visvangst
Een Portugees oorlogsschip wordt vaak opgevist en dit is funest voor de visserij, omdat het alle vissen doodt die de tentakels aanraken. De vissen zijn onbruikbaar en moeten worden weggegooid.

## Gif
Het Portugees oorlogsschip, dat sporadisch in de Noordzee gesignaleerd wordt, wordt vaak ten onrechte als kwal aangeduid. Dit kan tot een verkeerde behandeling van de beten leiden, aangezien het gif van poliepen van een andere samenstelling is dan dat van een schijfkwal. Het gif doodt meestal niet, maar veroorzaakt wel veel pijn, en eventueel koorts, een shock, en ademhalingsproblemen. Toch overleven sommige zwemmers een ontmoeting met het Portugees oorlogsschip niet, niet in de laatste plaats door het gevaar in het water in de tentakels verstrikt te raken, verlamd te raken en te verdrinken.
Een tweede kennismaking kan bovendien resulteren in een allergische reactie op het gif.
De reactie, een anafylactische shock, is een acute en in principe levensbedreigende allergische reactie op een lichaamsvreemde stof. Hierdoor wordt een hevige immuunreactie van het lichaam op gang gebracht.

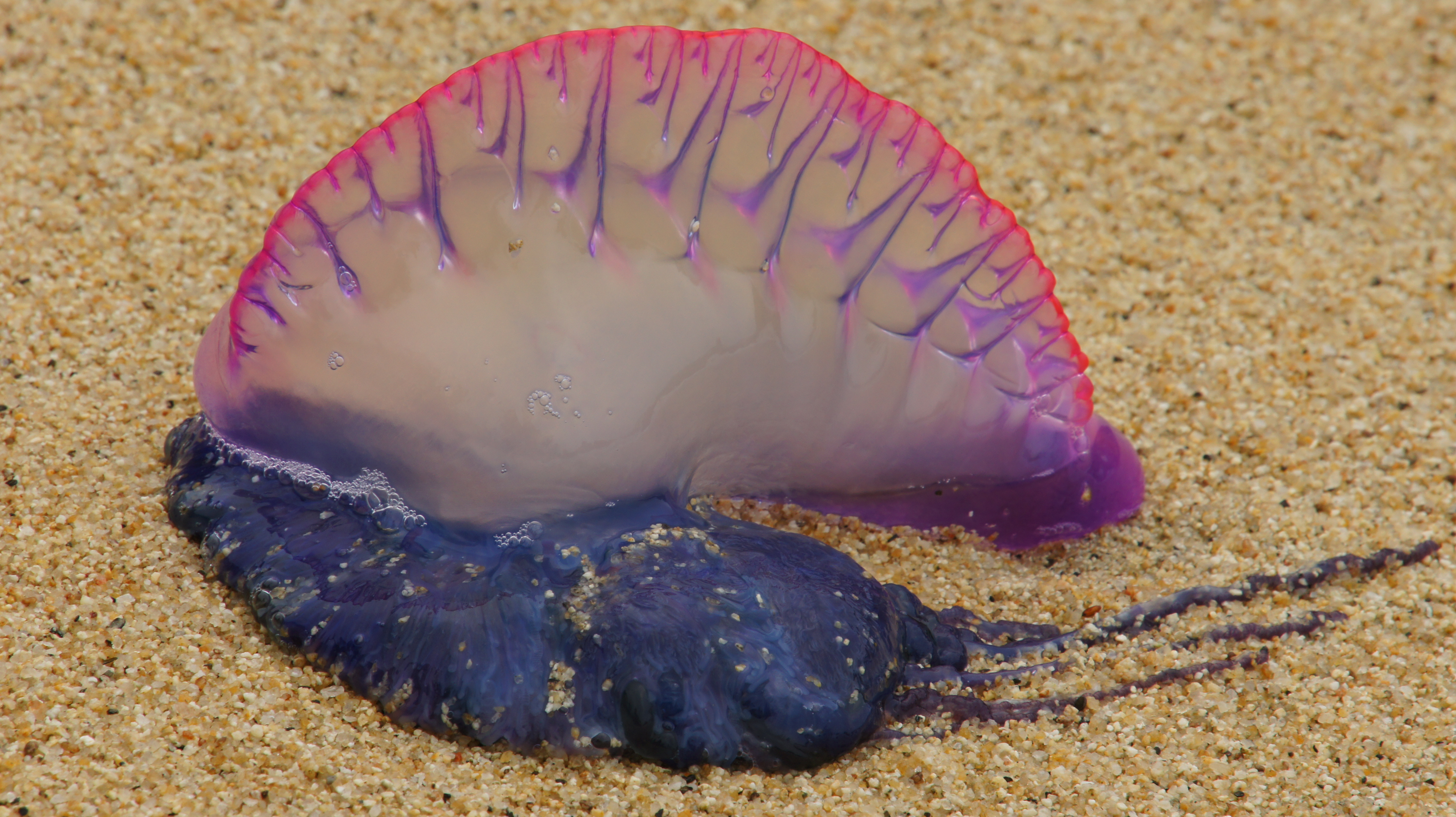
Portugees oorlogsschip in het Nationaal Park Tayrona

## Etymologie
De naam werd in de zestiende eeuw door ontdekkingsreizigers gegeven. De vorm van het dier doet denken aan Portugese karvelen.